# Marie Hippius
 (janvier 2018).
Si vous disposez d'ouvrages ou d'articles de référence ou si vous connaissez des sites web de qualité traitant du thème abordé ici, merci de compléter l'article en donnant les références utiles à sa vérifiabilité et en les liant à la section « Notes et références ».
Marie-Thérèse Hippius, comtesse de Dürckheim (née le 14 janvier 1909 à Wiesbaden et morte le 26 février 2003 à Todtmoos) est une psychologue allemande, sœur de la seconde épouse du psychiatre Hans von Hattingberg. Elle a développé la méthode du « dessin guidé » et, avec Karlfried Graf Dürckheim, le « traitement initiatique ». Ils ont conjointement créé le centre de formation et de rencontre Todtmoos-Rütte.

## Vie et œuvre
Après le divorce de ses parents en 1912, elle a déménagé avec son père à Fribourg-en-Brisgau puis à Ulm et enfin à Berlin, où elle a étudié la psychologie ainsi qu'à Fribourg et Leipzig, à l'Institut de psychologie Felix Krüger. Elle soutient un doctorat en 1932 sur le thème Graphique de l'expression de sentiments. À Leipzig, elle fait la connaissance non seulement de Graf Dürckheim, mais aussi de Rudolf Hippius qu'elle a épousé en 1932.
Lors de l'Invasion de l'Armée rouge, Rudolf Hippius est fait prisonnier à Prague. Il meurt plus tard dans un camp d'internement sans que son épouse en soit avertie. Marie Hippius s'enfuit avec ses trois enfants et finit par rejoindre son frère à Todtmoos.
À Todtmoos, elle a élaboré une approche psychothérapeutique basée sur la graphologie, qui incite les patients à changer leur écriture pour se transformer. Elle y rencontre également Graf Dürckheim. Au début des années 1950, elle entreprit une thérapie d'inspiration jungienne . En outre, elle étudie avec Erich Neumann et Jean Gebser, un des précurseurs de la théorie intégrale. En 1951, elle crée, en collaboration avec Graf Dürckheim, le centre de formation et de rencontre Todtmoos-Rütte.
Au cours des thérapies initiatiques développées par Durckheim et Hippius, les patients bénéficient d'entretiens individuels approfondis et d'une psychothérapie transpersonnelle intégrant des apports du zen. L'approche s'appuie aussi sur la psychologie des profondeurs jungienne et la psychologie holistique, puis elle s'inspire progressivement de la mystique chrétienne.

## Principaux écrits
- (sous le nom de Maria-Theresia Winterer) Graphique de l'expression de sentiments, Barth, Leipzig, 1936.
- Maria-Theresia Hippius, Hauskultur comme une tâche de la femme, Vortr. Marie-Thérèse Hippius. Avec Zeichngn v. H. v. de Moulins. Krüger, Dorpat (Tartu) En 1938.
- Marie Hippius (Éd.): La transcendance de l'Expérience. La contribution et l'Écho ; Commémorative du 70. Anniversaire de la naissance de Graf Dürckheim. Barth, Weilheim, 1966.
- Marie Hippius et Karlfried Dürckheim: Existentialiste-psychologique, de Formation et de Rencontre. École de Initiatische Thérapie. Förderungsgesellschaft, Todtmoos-Rütte 1969.
- Gisela Tourneur-Richels et Marie Hippius: des Traces dans le Sable. Textes pour la route. s. n.], [S. l 1981.
- Thomas Médecin, Marie Hippius et Roland A. Dollinger: Unus mundus. Du Cosmos et de la Sympathie : Contributions à la Pensée de l'Unité de l'Homme et du Cosmos. P. Lang, Frankfurt am Main, New York, 1992,  (ISBN 9783631449943).
- Thomas Médecin, Roland A. Dollinger et Marie Hippius: Philosophia naturalis. Contributions à une conception moderne de la philosophie naturelle. Königshausen & Neumann, Würzburg, 1996,  (ISBN 9783826011795).
- Marie, Comtesse de Hippius-Dürckheim: le Mystère et l'Entreprise de l'Incarnation. Des polices pour la Thérapie initiatique. éd. de Volker Willrodt. Novalis, Schaffhouse, 1996,  (ISBN 3721406753).
- Thomas Médecin, K. A. Müller et de Maria Hippius: les Jeunes et les Disciples. Les points communs et Contradictoires dans les Œuvres de Carl Gustav Jung et Ernst jünger. Königshausen & Neumann, Würzburg, 1999,  (ISBN 3826016335).
- Marie Hippius-Dürckheim: Au Fil du Temps et de l'Éternité. Guides de Dessin. Quatre-Tours-Verl., Münsterschwarzach environ, 1999,  (ISBN 9783896804532).
- Marie Hippius-Dürckheim (Éd.): Le Collectif et l'Individu. Le départ et le Chemin de la Personwerdung ; Seminarmitschnitt du 24. Avril 1985. Marie Hippius. Du nord, Todtmoos-Rütte 2010,  (ISBN 978-3-937845-26-5).
- Gerhard M. Walch et Marie Hippius-Dürckheim (Éd.): Les transformations de la Conscience. Erich Neumann Psychologie des profondeurs de la Culture. Gerhard M. Walch. Travail de deux Séminaires. avec Marie Hippius-Comtesse Dürckheim. Magnum Opus, Stuttgart, 2010,  (ISBN 978-3-939322-20-7).